# 元号法
元号法（げんごうほう、昭和54年法律第43号）は、日本の元号の制定に関する日本の法律である。
1979年（昭和54年）6月6日に第87回国会で成立、同月12日に公布・即日施行（附則第1項）。内閣府が所管。
元号法以前の元号は天皇が定めるものだったが、元号法以後は内閣が政令により定めるものとなった（平安時代以後公卿が改元を主導し、江戸時代には徳川幕府が事前に選定したが、いずれの場合も最終的には天皇が定めるものだった）。「昭和」の元号はこの法律の本則第1項の規定に基づき定められたものとされた（附則2項）。「平成」の元号は元号を改める政令 (昭和六十四年政令第一号)により、「令和」の元号は元号を改める政令 (平成三十一年政令第百四十三号)により定められた。
日本国内での元号の使用を法的に強制するものではない。

## 構成
本則は2項をもって構成される。第2項は一世一元の制と呼ばれる。附則も2項ある。

## 背景
大日本帝国憲法下においては、元号に関する規定は旧皇室典範第12条や登極令に明記されており、所管庁も内務省ではなく宮内省であった。
現行の日本国憲法公布直後の1946年（昭和21年）11月8日、第1次吉田内閣において元号法案が閣議決定されたものの、内閣総理大臣の吉田茂が同月19日、撤回を命じた。この案は後の元号法とほぼ同じ内容だったが、第二次世界大戦後の日本の降伏に伴い日本を占領統治していたGHQ最高司令官ダグラス・マッカーサーの反対にあって頓挫したと言われる。その後、法律ではなく内閣告示を通じて制度化するという議論などがあった。
1947年（昭和22年）、昭和憲法の施行と共に現行の皇室典範が制定される際に条文が消失し、法的根拠がなくなった。しかし、その後も国会・政府・裁判所の公的文書、民間の新聞等で慣例的に元号による年号表記が用いられた。行政の様式中の年月日の欄に「昭和」が含まれるなど、行政が元号使用を勧奨するような実態があった。
1950年（昭和25年）2月28日の参議院文部委員会での公聴会では登壇した有識者のうち8割が制度廃止を支持した。
日本学術会議は1950年5月に政府に対し「元号廃止 西暦採用について」の申し入れを行った。
1968年（昭和43年）、明治100年を機に、政府内で国旗、国歌と共に「元号法」を定める機運が高まり内閣法制局が「一世一元とすること」を骨子に検討を始めたが、「現代に至っても元号を使用し続けているのは日本だけである」として「西暦に統一すべし」との論も強かった。
|                                  | S49 (1974) | S51 (1976) | S52 (1977) |
| -------------------------------- | ---------- | ---------- | ---------- |
| あった方がよい                   | 57.5       | 56.8       | 58.9       |
| どちらかといえばあった方がよい   | 22.5       | 18.9       | 19.5       |
| どちらかといえば廃止した方がよい | 02.8       | 02.6       | 03.3       |
| 廃止した方がよい                 | 02.1       | 03.2       | 03.4       |
| どちらでもよい                   | 12.0       | 15.7       | 11.4       |
| わからない                       | 03.0       | 02.8       | 03.5       |

昭和天皇の高齢化に伴い、昭和天皇が崩御した後にも元号を使い続けるかどうかが注目されるようになった。1976年（昭和51年）の世論調査で、国民の87.5%が元号を普段使用していると回答した。
政府が民間委託した世論調査では、1974年（昭和49年）から1977年（昭和52年）の間に、元号存続派が一貫して多数であったものの、存続派が減少し、廃止派が増加した（添付表参照）。
日本社会党は1977年（昭和52年）1月、「元号は昭和限り、以降は西暦」とする党見解を決定し、元号問題が保守・革新の間の対立事項となる。自民党側としては、当時、衆議院内閣委員会での優勢を覆されかねないという懸念があり、その前に法制化を押し切ろうとする思惑があったのではないかと言われる。野党のうち公明党・民社党・新自由クラブは自民党と同じく賛成の立場をとった。

### 法制化運動
元号法制化運動を構成した組織は、これに先立つ建国記念日制定運動とほぼ共通している。
右翼諸団体は、元号問題を「昭和維新への布石」として重視した。生長の家政治連合、神道政治連盟、佛所護念会、軍恩連、日本遺族会が1977年（昭和52年）11月に「元号法制化推進連絡会議」を結成し、法制化を強力に支持した。生長の家政治連合は地方議会で「元号法制化要求決議」を実行する運動を組織した。1974年設立の日本を守る会が設立直後から元号法制化運動に取り組んだ。民間の動きに先立って、自民党が元号についての党内小委員会を設置していた。
1977年（昭和52年）日本青年協議会（日青協）が元号法制化運動を本格化し、「地方から中央へ」を合言葉に地方議会議決運動を展開させた。日青協は1977年8月にキャラバン隊を組織し、日本各地で神社本庁や生長の家の支部など地元の保守系団体と連携し、講演会を開いた。論集『元号：いま問われているもの』（日本教文社、1977年）も刊行している。この運動について、日青協の後見役であった村上正邦は後に「何も特別なことではない。左翼から学び、地方決議が目的達成の早道だと徹底したんだ」と述べた（村上は生長の家を支持母体とする政治家でもあった）。日本会議によれば、1977年（昭和52年）9月に元号法制化を求める地方議会決議運動が始まり、46都道府県、1632市町村で議会決議を達成した。後の日本会議事務総長・椛島有三は、日青協の機関誌において「元号法制化に踏み切る時、私どもは「解釈改憲路線」の選択をしました。これまで占領憲法解体という、直接的な明文改憲しか考えてこなかった私どもにとっては大変な選択で、改憲運動の後退になるのではないかというジレンマがありました」と述懐した。
1978年からは、元号法制化実現国民会議と賛成派国会議員の議員連盟が連動し、慎重な姿勢を続けていた政府に法制化を強く要求しはじめた。
1978年5月に右翼活動家学生が歴史学研究会総会に乗り込んで元号法制化反対論者を襲撃する暴力事件を起こした。

## 元号法政府原案
1977年（昭和52年）当時、1. 昭和以降も元号を存続させるか否か 2. 内閣告示か法制化か の2つの論点があり、政府は当初「告示による」との基本方針を固めていたが、翌1978年（昭和53年）11月17日法制化を閣議決定、総理府と内閣法制局とで法案を作成後、同年11月24日、政府案が紙面に掲載された。

## 法案の審議から成立
政府は1979年（昭和54年）年2月、元号法案を国会に提出し、同年4月に衆議院が、6月に参議院がこれを可決した。
昭和54年の第54回国会に提出された法案は極めて短かった。
衆議院内閣委員会での審議は混迷し、深夜まで続いた委員会が散会し、翌日未明可決するなどした。
野党の主な質疑内容は、天皇が支配する国家体制を象徴する元号は現在の憲法と整合しない、政教分離に反し国家神道復活につながる、など。
参議院での審議過程で、元号法が元号の使用を強制し義務づけることになるのではないかという指摘に対し、三原朝雄が総理府総務長官として、行政機関は元号法の下で「統一的事務処理のために、元号の使用について協力を」求めることになる一方、市民が望むときは（西暦との）併用も可能との見解を示した。

### 沿革
- 1968年（昭和43年）4月3日 - 衆議院内閣委員会にて、内閣法制局次長吉國一郎が「事実たる慣習として昭和という年号が用いられている」「法律上の制度として現行制度ははっきり規定されておりません」「崩御というような事態が生じますれば、昭和ではなくなる」と答弁[48]。
- 1972年（昭和47年） - 自由民主党内閣部会に元号問題小委員会を設置[32][36]。
- 1976年（昭和51年）11月10日 - 政府主催の「天皇陛下御在位五十年記念式典」開催（日本武道館）[32]。
- 1978年（昭和53年）11月24日 - 元号法政府案が示される。
- 1979年（昭和54年）
  - 2月2日 - 「元号法案」が閣議決定され、閣法第2号として衆議院に提出（併せて参議院に予備審査のため送付）される。
  - 3月16日 - 衆議院本会議において総理府総務長官三原朝雄が趣旨説明。衆議院内閣委員会（委員長・藏内修治）に付託。
  - 3月20日 - 衆議院内閣委員会において総理府総務長官三原朝雄が趣旨説明。
  - 4月13日 - 衆議院内閣委員会において参考人意見聴取（参考人：國學院大學教授・坂本太郎、青山学院大学教授・小林孝輔、駒澤大学教授・林修三、慶應義塾大学講師・村上重良、筑波大学教授・村松剛）。
  - 4月20日 - 衆議院内閣委員会において原案が起立多数により可決（賛成：自由民主党、公明党・国民会議、民社党、新自由クラブ / 反対：日本社会党、日本共産党・革新共同）。
  - 4月24日 - 衆議院本会議において原案が起立多数により可決。参議院に送付。
  - 4月27日 - 参議院本会議において総理府総務長官三原朝雄が趣旨説明。参議院内閣委員会（委員長・檜垣徳太郎）に付託。
  - 5月8日 - 参議院内閣委員会において総理府総務長官三原朝雄が趣旨説明。
  - 5月25日 - 参議院内閣委員会において参考人意見聴取（参考人：評論家・松岡英夫、二松学舎大学教授・宇野精一、日本キリスト教団行人坂教会牧師・木村知己、全日本労働総同盟政治局長・小川泰、東京大学教授・高柳信一）。
  - 5月26日 - 参議院内閣委員会において参考人意見聴取（参考人：神社本庁講師・小野祖教、名古屋大学教授・長谷川正安、歴史学者・村尾次郎、日本労働組合総評議会副議長・丸山康雄、東京新聞論説委員・堀健三）。
  - 5月30日 - 参議院内閣委員会、地方行政委員会、法務委員会、文教委員会連合審査会が開かれる。
  - 6月1日 - 大阪府大阪市において現地聴聞会開催。
  - 6月2日 - 北海道札幌市において現地聴聞会開催。
  - 6月5日 - 参議院内閣委員会において原案が挙手多数により可決（賛成：自由民主党・自由国民会議、公明党、民社党、新自由クラブ / 反対：日本社会党、日本共産党、社会民主連合）。
  - 6月6日 - 参議院本会議において原案が起立多数により可決[49]。奏上。
  - 6月12日 - 公布・即日施行[50]。

## 元号選定手続について
1979年（昭和54年）10月、大平内閣（第1次大平内閣）は、元号法に定める元号の選定について、具体的な要領を定めた（昭和54年10月23日閣議報告）。
これによれば、元号は、「候補名の考案」、「候補名の整理」、「原案の選定」、「新元号の決定」の各段階を践んで決定される。まず、候補名の考案は内閣総理大臣が選んだ若干名の有識者に委嘱され、各考案者は2ないし5の候補名を、その意味・典拠等の説明を付して提出する。総理府総務長官（後に内閣官房長官）は、提出された候補名について検討・整理し、結果を内閣総理大臣に報告する。このとき、次の事項に留意するものと定められている。
1. 国民の理想としてふさわしいようなよい意味を持つものであること。
2. 漢字2字であること（3文字以上は不可。但し、749年から770年にかけては、漢字4文字の元号[注 4]が使用されている）。
3. 書きやすいこと。
4. 読みやすいこと。
5. これまでに元号又はおくり名として用いられたものでないこと（過去の元号の再使用は不可）。
6. 俗用されているものでないこと（人名・地名・商品名・企業名等は不可）。

整理された候補名について、総理府総務長官、内閣官房長官、内閣法制局長官らによる会議において精査し、新元号の原案として数個の案を選定する。全閣僚会議において、新元号の原案について協議する。内閣総理大臣は、新元号の原案について衆議院及び参議院の議長及び副議長に連絡し、意見を聴取する。そして、新元号は、閣議において、改元の政令の決定という形で決められる。

## 元号使用
国の公文書における元号表記（和暦）と西暦の使い分けについて、はっきりとした規定はない。1991年-1992年の臨時行政改革推進審議会「世界の中の日本」部会では行政文書で「当面可能な限り元号と西暦を併記する」という方針が検討されたが、最終報告書には盛り込まれなかった。